# Тръстиково (язовир)
Язовир „Тръстиково“ е язовир в Североизточна България.
Изграден е на левия приток на река Провадийска – Сакър дере в местността Зюбюля (Зебиля) с площ 226,2 ха. Строежът е започнат през 1962 г. върху бившето Караачско (Караачко) блато. Водите му са се използвали за напояване на 70 000 дка зеленчукови градини в землищата на Царевци, Синдел и Тръстиково.
Дължина на стената – 1690 м. Височина на стената – 23 м.
Язовирът е зарибен.